# Веселия Роджър
Веселият Роджър (на английски: The Jolly Roger) е (името на) традиционния флаг на европейските и американските пирати. В наши дни обикновено е изобразяван като череп над кръстосани бедрени кости на черно поле (виж Череп и кости), въпреки че всъщност пиратските флагове са били доста разнообразни. Калико Джак и Томас Тю са използвали вариант с кръстосани саби, Едуард Тийч – скелет, държащ копие в едната си ръка и пясъчен часовник в другата, изправен до кървящо сърце.

## Произход на името
Никой не знае защо черното знаме с бял череп над кръстосани кости, което се появява в Карибско море към 1700 г. се нарича „Веселият Роджър“ („Jolly Roger“). Но теориите за произхода му съвсем не са малко. Според една моряците умирали при вида на кораб развял червено знаме. Това означавало, че на него има пирати, готови да се бият до последна капка кръв. Френските пирати наричали този флаг Le joli rouge („Веселият червенушко“), което англичаните обърнали на Jolly Roger и това име минало към черния флаг. Също така съществува легенда предавана поколение след поколение на Карибските острови, според която „Веселия“ Роджър е пиратски капитан, който след залавянето си е обесен, а тялото му е оставено да се разлага за назидание. Дори на бесилката той останал „весел“ и усмихат, с това той станал пример за хладнокръвие сред хората занимаващи се с морско разбойничество. В негова чест, а и с цел да покажат, че са не по-малко хладнокръвни, пиратите започнали да използват неговия разложен череп за свой флаг.
Според една от легендите Веселият Роджър е английското название на Веселия Роже – рицар-тамплиер от Нормандия, който освобождава Сицилия около XII век от сарацините или маврите, които са превзели и цяла Испания. Той е бил благородник, имал е много земи, а също и силен флот, който е бил част от тамплиерския флот – най-големия флот в света по това време. Известни са противоречията му с папата. След забраната на Ордена на тамплиерите от папа Климент V през 1307 г. този знак става масонски символ. Много по-късно флагът с него става и символ на пиратството

## Употреба от подводници
Адмирал сър Артър Уилсън от британския кралски флот обобщава мнението на мнозина в Адмиралтейството по това време, когато през 1901 година казва: „Подводниците са коварни, нечестни и дяволски неанглийски. Екипажите на заловените подводници трябва да се считат за пирати и да се обесват.“ В отговор капитан ІІІ ранг Макс Хортън през 1914 г. пръв развява Веселия Роджър при завръщането си в базата, след като потапя германския крайцер „Хела“ и разрушителя S-116. По-късно – през Втората световна война – става обичайно за подводничарите от Кралския флот да го развяват след завършването на успешна бойна задача, включваща някакви бойни действия. Сега Веселият Роджър е емблемата на Подводната служба на кралския флот (Royal Navy Submarine Service). 